# Māris Liepa
Māris Rūdolfs Liepa (ur. 27 lipca 1936 w Rydze, zm. 26 marca 1989 w Moskwie) – łotewski tancerz baletowy, uznawany za jednego z najlepszych tancerzy na świecie.

## Kariera
Māris Rūdolfs Liepa ukończył naukę tańca w Ryskiej Szkole Choreografii, gdzie pobierał lekcje u Walentina Blinowa. Jego pierwszy występ publiczny odbył się w 1950 roku. W 1953 roku rozpoczął studia w Moskiewskiej Szkole Choreograficznej, gdzie pobierał lekcje tańca klasycznego u Nikołaja Tarasowa. W 1955 zakończył naukę w tej szkole, po czym powrócił do Rygi, gdzie został zatrudniony w Łotewskim Teatrze Opery i Baletu. W grudniu wyruszył w trasę koncertową po Moskwie, w trakcie której tańczył w parze z Mają Plisiecką.
W 1956 roku, na zaproszenie Plisieckiej, wystąpił w jej grupie baletowej podczas trasy koncertowej po Budapeszcie. Tancerz przyjął także zaproszenie do występowania z Moskiewskiego Akademickiego Teatru Muzycznego im. Konstantina Stanisławskiego i Władimira Niemirowicza-Danczenki, a po czterech sezonach został jednym z czołowych tancerzy. Liepa był także tancerzem Teatru Bolszoj, z którym występował w Polsce. Razem z tą trupą wystąpił w balecie Don Kichot u boku Mai Plisieckiej. Niedługo potem zagrał jedną z najważniejszych ról w swojej karierze – księcia Alberta w spektaklu Giselle.
W 1964 roku nawiązał współpracę z baletmistrzem Jurijem Grigorowiczem z Teatru Bolszoj. W 1966 roku zadebiutował w sztuce Le Spectre de la rose, a dwa lata później zatańczył w nowej wersji baletu Spartakus. W latach 70. Liepa coraz rzadziej występował w produkcjach przygotowywanych przez Teatr Bolszoj, a w 1977 roku zagrał swoją ostatnią dużą rolę w sztuce Cipollino. Po odejściu z teatru tańczył i organizował kilka występów oraz zaczął współpracę z grupą baletową Borisa Ejfmana.
W 1981 roku ukazała się napisana przez Liepę książka pt. "Chcę tańczyć sto lat" (Es gribu dejot simt gadu). W 1982 roku tancerz ogłosił chęć zakończenia kariery tanecznej. W kolejnych latach pracował jako nauczyciel baletu, a w latach 1983-85 pełnił funkcję Dyrektora Artystycznego Opery Narodowej w Sofii. W 1989 roku założył swój własny balet w Moskwie.
W trakcie swojej kariery tanecznej Liepa wygrał wiele nagród tanecznych, w tym m.in. medal im. Konstantina Stanisławskiego, nagrodę Paryskiej Akademii Baletowej im. Vaslava Nijinsky'ego oraz Nagrodę im. Mariusa Petipy.

## Śmierć
Māris Liepa zmarł 26 marca 1989 roku w Moskwie z powodu zawału serca. Miał 52 lata. Pochowany na Cmentarzu Wagańkowskim w Moskwie.

## Upamiętnienie
W Łotewskiej Operze Narodowej co roku odbywają się koncerty ku pamięci tancerza, którego organizatorami są dzieci tancerza: syn Andris oraz córki Ilze i Marija.

## Balet
Poniższy spis uwzględnia wybrane role baletowe Mārisa Liepa: 

### Łotewski Teatr Opery i Baletu
- 1955: Rajmonda – solista
- 1955: Łajma – Nikita
- 1955: Sakta swobody – Tots
- 1956: Lebiedinoje oziero – Zygfryd
- 1956: Korsarz – solista

### Moskiewski Akademicki Teatr Muzyczny
- 1956, 1961, 1970: Lebiedinoje oziero – Zygfryd
- 1956: Esmeralda – Fieb
- 1957: Korsarz – Konrad
- 1957: Joanna D’arc – Lionel
- 1958: Szeherezada – Sindbad
- 1959: Straussiana – poeta
- 1960: Leśna fieja – Czaban

### Teatr Bolszoj
- 1960: Don Kichot – Bazyl
- 1960: Tropoju groma – Lenni
- 1961: Noc Walpurgi – Wakch
- 1961: Giselle – książę Albert
- 1961: Nocznoj gorod – Junosza
- 1962: Gajane – Armen
- 1962: Klass-Koncert – solista
- 1962: Chopiniana – Junosza
- 1962: Straniczy żyzni – Georgij
- 1962: Spartakus – Spartakus
- 1963: Kopciuszek – książę
- 1963: Rajmonda – rycerz Jean de Brienne
- 1963, 1974: Śpiąca królewna – książę Desire
- 1963: Romeo i Julia – Romeo
- 1964: Skazka o Sołdatie i Czertie – Diabeł
- 1965: Legenda o miłości – Ferhad
- 1967: Le Spectre de la rose – Duch Róży
- 1967: Fontanna Bachczysaraju – Wacław
- 1968: Spartakus – Krass
- 1972: Anna Karenina – Wroński
- 1976: Anna Karenina – Karenin
- 1976: Fontanna Bachczysaraju – Girej
- 1976: Lubowju za lubow – Kławdio
- 1977: Cipollino – książę Limon
- 1978: Eti czarujuszczije zwuki – solista
- 1979: Giselle – Gans

### Inne
- 1955: Bajaderka – Sołor
- 1969: Hamlet – Hamlet
- 1977: Galatea – Chiggins
- 1977: Carmen – Jose
- 1979: Sylvia
- 1981: Idiot – Rogożin
- 1981: Autografy – solista
- 1981: Spartakus – Krass
- Śpiąca królewna – król Florestan XXIV